# Giovanni Caramiello
Giovanni Caramiello (Napoli, 14 gennaio 1838 – Napoli, 9 gennaio 1938) è stato un arpista e compositore italiano.

## Biografia
È nato a Napoli il 14 gennaio 1838. Studiò arpa con Filippo Scotti (1790-1865) al conservatorio di Napoli. Nel 1886 successe al suo condiscepolo Felice Lebano (1837-1919) come insegnante del conservatorio, dove tenne la cattedra fino al 1915. Anche suo fratello Sebastiano (1828-1903) fu un arpista.

## Opere

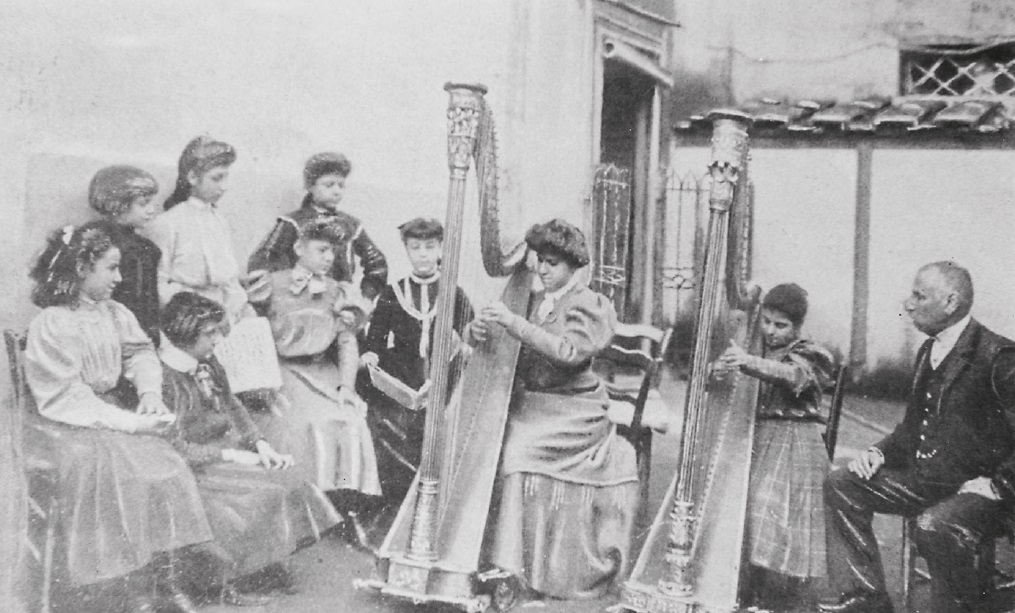
Caramiello con le sue allieve al conservatorio di Napoli

### Composizioni per arpa
(pubblicazioni a stampa; per arpa sola se non altrimenti specificate)
- Divertimento sull'opera Marco Visconti di Errico Petrella (Milano, 1867) per arpa e pianoforte.
- Divertimento sull'opera Don Carlo di Giuseppe Verdi (Milano, 1868).
- Divertimento brillante su La traviata di Giuseppe Verdi, op.4 (Milano, 1870) per arpa e pianoforte.
- Fantasia sull'opera Giovanna di Napoli di Errico Petrella, op.5 (Milano, s.d.).
- Rimembranza di Napoli - fantasia sopra motivi popolari, op.6 (Milano, 1877).
- Fantasia concertante sul Poliuto di Gaetano Donizetti, op.8 (Milano, s.d.) per arpa e pianoforte.
- Duetto della Forza del destino di Giuseppe Verdi (Milano, 1885) per arpa e pianoforte.
- Fantasia sull'opera Aida di Giuseppe Verdi, op.11 (Milano, 1873).
- Le serenate del Vesuvio: 6 melodie popolari trascritte e variate per arpa in forma di studi, op.12 (Napoli, s.d.). 
  1. Chelle che tu me dice di Guglielmo Cottrau
  2. Le stelle della sera di Cesare Rossi
  3. Fiore de primavera di Teodoro Cottrau
  4. Giulia gentil di Giulio Martelli
  5. Bella Cate di Michele Ruta
  6. Canzone della pulce di Michele Ruta
- Gavotte du roi Louis XIII, trascritta per arpa (Napoli, s.d.).
- Celebre siciliana di Pergolesi, trascritta e variata per arpa, op.14 (Milano, s.d.).
- Delizia: celebre melodia di Beethoven, trascritta e variata per arpa, op.15 (Milano, s.d.).
- Aria di Christoph Willibald Gluck: Che farò senza Euridice, trascritta e variata per arpa, op.16 (Milano, s.d.).

### Opere didattiche
- Scelta di pezzi classici: pel complemento dello studio dell'arpa (Milano, 1890).

1. Maestoso animato e Giga di Baldassarre Galuppi
2. Allegro vivace di Jean-Philippe Rameau
3. Corrente di Johann Philipp Kirnberger
4. Rondò di Johann Christoph Friedrich Bach
5. Giga di Carl Heinrich Graun
6. Sonata n.3 di Luigi Cherubini

### Scritti
- Sull'arpa: Cenno storico e Considerazioni didattiche (Napoli, 1888).